# アンスカーリオ2世
アンスカーリオ2世（Anscario II, 915年頃 - 940年）は、イタリアの貴族で、パヴィーア伯（在位：924年頃 - 929年）、イヴレーア辺境伯（在位：929年 - 936年）およびスポレート公（在位：936年 - 940年）。クレモナのリウトプランドによると、アンスカーリオは勇敢で衝動的な人物であり、スポレートの戦い（en）で戦死した。後のイタリア王ベレンガーリオ2世の異母弟。

## 家族
アンスカーリオはアンスカリ家の出身で、イヴレーア辺境伯アダルベルト1世とその二度目の妻エルメンガルダ（トスカーナ辺境伯アダルベルト2世の娘）の間の息子である。母エルメンガルダは、イタリア王ウーゴの異父妹であり、アンスカーリオはウーゴの甥にあたった。生年は915年頃と考えられている。
アンスカーリオの子女についてのはっきりとした資料はない。アメデーオ・ディ・モゼッツォの父とも言われる。また、ポンビア伯アメデーオおよびダドーネの父で、後のイタリア王アルドゥイーノの祖父とも言われている。

## パヴィーア伯
アンスカーリオは父アダルベルト1世の生存中は、おそらくパヴィーア伯であったとみられている。パヴィーアは、当時イタリアの首都であった。他の親族と同様、アンスカーリオはベレンガーリオ1世に対抗してブルグント王ルドルフ2世のイタリア王位継承を支持し、922年のルドルフによるイタリア占領を支援した。924年8月18日にパヴィアで発行された文書には、アンスカーリオはルドルフの「愛すべき臣下（dilectus fidelis）」であり、おそらくパヴィアの「優れた伯（nluster comes）」であるとされている。この特許状はパヴィアのSan Giovanni Domnarum教会で発行されたもので、その教会はマジャール人の侵入により荒廃していた。12月5日にパヴィーアで、アンスカーリオと異母兄ベレンガーリオは、ルドルフにアスティ副伯オベルトのことをとりなした。この特許状において、アンスカーリオは「伯（comes）」の位を名乗っている。アンスカーリオとベレンガーリオの兄弟のとりなしにより、ルドルフはオベルトに、アスティの古城とその周辺の領地を与えている。

## イヴレーア辺境伯
929年に父アダルベルト1世が死去し、アンスカーリオはイヴレーア辺境伯位を継承した。アンスカーリオら一族は、ウーゴのためにルドルフの支持をやめ、ウーゴはアンスカーリオにイヴレーア辺境伯位を保障した。ウーゴはおそらく、931年に姪ウィラをベレンガーリオと結婚させることでアンスカリ家との関係を深め、主導権を握ったと思われる。ウーゴは933年から934年の間に、ジェノヴァ辺境領から奪いとったティチーノとアッダ川の間の領域を領土に加え、領地を拡げていったとみられる。933年5月、アンスカーリオはアスティにあったノーネの城を手に入れ、「その地の辺境伯（ipsius marchionis）」を名乗った。936年6月には、かつてオベルトが所有し、その息子グイードが継承した後、ミラノ大司教区の所有となっていた古城を手に入れた。辺境伯としてのアンスカーリオの役目の一つとして、東方のマジャル人および西方のサラセン人からこの地域を防衛することがあったと思われる。
マジャル人の侵略を受けた教区の再建のため、928年2月12日にウーゴがヴェローナでおこなった会議に、アンスカーリオが参加した可能性がある。935年9月15日に、パルマ教区の新しい領地の承認のため、宮中伯サルリオーネが開いた会議（Placitum）の時には、アンスカーリオはウーゴとその後継者ロターリオ2世と共にパヴィアにいた。その新しい領地には、アンスカーリオの父アダルベルトがかつて領有していたトスカーナのロクロ（Loculo）も含まれていた。

## スポレート公
936年2月15日、ウーゴの甥（nepos）スポレート公テオバルド1世が死去し、ウーゴはアンスカーリオの兄ベレンガーリオのため、アンスカーリオをイヴレーア辺境伯からスポレート公とした。この異動はウーゴが自身の弟ボソからトスカーナ辺境伯位を取り上げたのと同時に行われたが、ウーゴはボソと共に陰謀を企てたとしてローマの支配者アルベリーコ2世を糾弾し、ウーゴとアルベリーコの関係が悪化したために行われたとみられる。ウーゴは自身の庶子ウベルトをトスカーナ辺境伯に、アンスカーリオをスポレート公にすることで、アルベリーコを封じ込めることができた。クレモナのリウトプランドによる異なった、しかし同時代の解釈として、アンスカーリオはスポレートの自身の領地から遠くへ追いやられたらしいことから、アンスカーリオの異動はウーゴがアンスカリ家を嫌っていた証拠であるとしている。
939年、ウーゴはローマの支配下にあったかつてのラヴェンナ総督領の占領を始めた。歴代のスポレート公は独立傾向が強く、アンスカーリオとアルベリーコの双方の領地の近くに王領地ができるというこの動きが、おそらくアンスカーリオとアルベリーコの同盟につながったとみられる。いずれにせよ、940年春までに、ウーゴはアンスカーリオと対立することとなった。リウトプランドによると、ウーゴはサルリオーネにアンスカーリオに対して反乱を起こすための資金を与えたという。前スポレート公夫人の助けにより、サルリオーネはスポレートに関する情報と協力者を手に入れた。そして日付は不明であるが、サルリオーネはアンスカーリオに対し反乱を起こし、アンスカーリオはサルリオーネと戦うためスポレートを去った。数ではるかに劣るアンスカーリオの軍はスポレートの戦い（en）で敗北し、アンスカーリオは二度目の攻撃で軍を率いていた時に戦死した。アンスカーリオに代わりサルリオーネがスポレート公とされた。